# Parrocchie dell'arcidiocesi di Otranto
Le parrocchie dell'arcidiocesi di Otranto sono 80 e sono raggruppate in 7 vicarie. 

## Vicariato di Calimera
Elenco delle parrocchie:
- Calimera
  - Madonna di Roca
  - San Brizio vescovo
- Caprarica di Lecce
  - San Nicola vescovo
- Castri di Lecce
  - San Vito martire
  - Visitazione di Maria Vergine
- Galugnano
  - Maria Santissima Immacolata
- Martignano
  - Santa Maria dei Martiri
- San Donato di Lecce
  - Resurrezione del Signore
- Sternatia
  - Maria Santissima Assunta

## Vicariato di Galatina
Elenco delle parrocchie:
- Collemeto
  - Beata Vergine Maria di Costantinopoli
- Collepasso
  - Cristo Re dell'Universo
  - Natività di Maria Vergine
- Cutrofiano
  - Madonna delle Grazie
  - San Giuseppe Patriarca
  - Santa Maria della Neve
- Galatina
  - Cuore Immacolato di Maria
  - Madonna della Luce
  - San Biagio Vescovo
  - San Rocco
  - San Sebastiano Martire
  - Santa Caterina D'Alessandria
  - Santi Pietro e Paolo Apostoli
- Noha
  - San Michele Arcangelo
- Santa Barbara
  - Santa Barbara Vergine
- Sogliano Cavour
  - San Lorenzo Martire
- Soleto
  - Maria Santissima Assunta

## Vicariato di Martano
Elenco delle parrocchie:
- Carpignano Salentino
  - Assunzione di Maria Vergine
- Castrignano de' Greci
  - Maria Santissima Annunziata
- Corigliano d'Otranto
  - Madonna delle Grazie
  - San Nicola Vescovo
- Martano
  - Maria Santissima Assunta
  - Maria Santissima del Rosario
  - San Giovanni Bosco
  - Santi Cosimo e Damiano
- Melpignano
  - San Giorgio Martire
- Serrano
  - San Giorgio Martire
- Zollino
  - Santi Pietro e Paolo Apostoli

## Vicariato di Maglie
Elenco delle parrocchie:
- Bagnolo del Salento
  - San Giorgio Martire
- Cannole
  - Maria Santissima Madre di Dio
- Cursi
  - San Nicola Vescovo
- Maglie
  - Maria Santissima Immacolata
  - Presentazione del Signore
  - Sant'Antonio Abate
- Morigino
  - San Giovanni Battista
- Muro Leccese
  - Maria Santissima Annunziata
- Sanarica
  - Maria Santissima Assunta
- Scorrano
  - Trasfigurazione di Gesù

## Vicariato di Otranto
Elenco delle parrocchie:
- Casamassella
  - San Michele Arcangelo
- Cocumola
  - San Nicola Vescovo
- Giurdignano
  - Trasfigurazione del Signore
- Minervino di Lecce
  - San Michele Arcangelo
- Otranto
  - Maria Santissima Assunta
  - Maria Santissima Immacolata
  - Natività di Maria Vergine
  - San Domenico Savio
- Palmariggi
  - San Luca Evangelista
- Specchia Gallone
  - San Biagio Vescovo
- Uggiano la Chiesa
  - Santa Maria Maddalena

## Vicariato di Poggiardo
Elenco delle parrocchie:
- Botrugno
  - Spirito Santo
- Giuggianello
  - Sant'Antonio Abate
- Nociglia
  - San Nicola vescovo
- Poggiardo
  - San Giuseppe da Copertino
  - Trasfigurazione del Signore
- San Cassiano
  - San Leonardo Abate
- Surano
  - Maria Santissima Assunta
- Vaste
  - Maria Santissima delle Grazie

## Vicariato di Castro
Elenco delle parrocchie:
- Andrano
  - Sant'Andrea Apostolo
- Castiglione d'Otranto
  - San Michele Arcangelo
- Castro
  - Madonna del Rosario
  - Maria Santissima Annunziata
- Cerfignano
  - Visitazione di Maria Vergine
- Diso
  - Santi Filippo e Giacomo Apostoli
- Marittima
  - San Vitale Martire
- Ortelle
  - San Giorgio Martire
- Santa Cesarea Terme
  - Sacro Cuore Di Gesù
- Spongano
  - San Giorgio Martire
- Vignacastrisi
  - Maria Santissima Immacolata
- Vitigliano
  - San Michele Arcangelo